# Tatiana Kuzovleva
Tatiana Kuzovleva   (Moscou, 10 de novembre de 1939) és una poetessa i traductora russa. Entre els temes que tracta la seva obra s'hi troba el treball, l'amor, la inspiració i la pàtria, així com els contrastos entre el món tradicional i la societat moderna. Ha traduït diverses obres clàssiques de la literatura oriental al rus.

## Obres destacades
- Golos (‘Veu’, 1970)
- Slog (‘Síl·laba’, 1973)
- Dve zari (‘Dues matinades', 1978)
- Ten jabloni (‘L'ombra del pomer’, 1979)